# Over the Counter (album)
Over the Counter – jest oryginalnym debiutanckim albumem stworzonym przez amerykańskiego rapera Snoop Dogga, wydany w 1991 roku. Over the Counter jest albumem nieoficjalnym przez co został wydany tylko jako Demo. Na albumie pojawili się m.in. Dr. Dre, Tha Dogg Pound, Nate Dogg i inni. Album pojawił się jedynie w wersji na kasecie magnetofonowej.

## Lista utworów
| Nr  | Tytuł                     | Producent         | Czas  |
| --- | ------------------------- | ----------------- | ----- |
| 1.  | "Over The Counter"        | Dr. Dre, Warren G |       |
| 2.  | "Dogg's Life"             | Dr. Dre           |       |
| 3.  | "Jack Em'"                | Chocolate         |       |
| 4.  | "Dope Slang"              | Warren G          |       |
| 5.  | "Knockin' Off Everything" | Chocolate         |       |
| 6.  | "Blast For Cash"          | Dr. Dre           |       |
| 7.  | "Let Em' Understand"      | DJ Glaze          | 05:55 |
| 8.  | "The Message"             | DJ Glaze          | 02:05 |
| 9.  | "211"                     | Dr. Dre           |       |
| 10. | "Signed And Detected"     | Dr. Dre, Warren G |       |
| 11. | "Bank Roll"               |                   |       |
| 12. | "187"                     | Dr. Dre           | 04:13 |
| 13. | "C.O.C Kingpin"           | Warren G          |       |
| 14. | "Welcome To Death Row"    | Dr. Dre, Warren G |       |
| 15. | "Do You Remember"         |                   | 04:04 |
| 16. | "True To The Game"        | DJ Glaze          |       |
| 17. | "County Blues"            | DJ Aladdin        | 04:11 |